# 阪泰碩
阪 泰碩（さか たいせき、1847年2月12日（弘化3年12月27日）- 1925年（大正14年）7月25日）は、日本の医師、政治家。衆議院議員。旧姓・福島、坂。初名・愿之助、源之助。

## 経歴
武蔵国足立郡与野町（のちの埼玉県北足立郡与野町、現:さいたま市中央区）で、医師・福島良庵の二男として生まれる。13歳で江戸に出て蘭医学を学び、明治維新後も医学の研鑽を継続した。1873年、徴兵令の施行に伴い、兵役免除となるため、当主・道元が死去していた大宮宿の陶芸業・坂家の相続人となり、姓を「阪」に、名を「泰碩」に改名した。
1877年、埼玉県立医学校の雇教師に就任。以後、医学校監事、兼第二十二区医務取締を務めたが、1879年8月に医学校が廃止された。同年9月に医学校を改組して県立病院が設置され、浦和の本病院診察掛に就任。同年、埼玉県でコレラが大流行したため、その治療と予防に尽力し、1890年6月に県立病院を退職した。
与野町上町（かみちょう）で開業し、その傍ら、英国人教師を招き民家の座敷を借りて英学校（英語塾）を設けて英語教育を行った。患者の経済状況に見合った診察料で貧富の別なく親身に診療を行った。1888年、日本赤十字社正社員となり、1889年にコレラが大流行した際に北足立・新座郡役所内検疫医として治療、防疫に尽力。また、北足立郡医師会副会長を務めた。
政界では、与野町会議員、埼玉県会議員、同常置委員、埼玉県地方衛生委員、北足立郡大宮町長（第9代）などを務めた。1908年5月、第10回衆議院議員総選挙で埼玉県郡部から立憲政友会所属で出馬して当選し、衆議院議員を一期務めた。この間、種痘法の成立、埼玉県衛生事業の推進、与野駅の設置などに尽くした。

## 親族
- 兄 福島良哉 - 医師[2]
  - 甥 福島鍈太郎 - 良哉長男、与野町長。[2]
- 弟 内木福之助 - 県会議員、土合村長。[2]